# Shelayna Oskan-Clarke
Shelayna Oskan-Clarke (ur. 20 stycznia 1990 w Londynie) – brytyjska lekkoatletka specjalizująca się w biegu na 800 metrów.
Piąta zawodniczka mistrzostw świata w Pekinie (2015). W 2017 zdobyła srebrny medal na halowych mistrzostwach Europy w Belgradzie i jednocześnie był pierwszym w jej karierze na seniorskiej imprezie. Półfinalistka biegu na 800 metrów podczas londyńskiego światowego czempionatu.
Medalistka mistrzostw Wielkiej Brytanii.
Rekordy życiowe: stadion – 1:58,86 (27 sierpnia 2015, Pekin); hala – 1:59,81 (4 marca 2018, Birmingham).

## Osiągnięcia
| Rok  | Impreza                                 | Miejsce        | Pozycja    | Wynik   | Reprezentacja |
| ---- | --------------------------------------- | -------------- | ---------- | ------- | ------------- |
| 2015 | Halowe mistrzostwa Europy               | Praga          | eliminacje | 2:05,08 | GBR           |
| 2015 | Mistrzostwa świata                      | Pekin          | 5. miejsce | 1:58,99 | GBR           |
| 2016 | Igrzyska olimpijskie                    | Rio de Janeiro | półfinał   | 1:59,45 | GBR           |
| 2017 | Halowe mistrzostwa Europy               | Belgrad        | 2. miejsce | 2:00,39 | GBR           |
| 2017 | Mistrzostwa świata                      | Londyn         | półfinał   | 2:02,26 | GBR           |
| 2018 | Halowe mistrzostwa świata               | Birmingham     | 3. miejsce | 1:59,81 | GBR           |
| 2018 | Igrzyska Wspólnoty Narodów              | Gold Coast     | eliminacje | 2:00,81 | ENG           |
| 2018 | Mistrzostwa Europy                      | Berlin         | 8. miejsce | 2:02,26 | GBR           |
| 2019 | Halowe mistrzostwa Europy               | Glasgow        | 1. miejsce | 2:02,58 | GBR           |
| 2019 | Superliga drużynowych mistrzostw Europy | Bydgoszcz      | 2. miejsce | 2:01,45 | GBR           |
| 2019 | Mistrzostwa świata                      | Doha           | półfinał   | 2:10,89 | GBR           |